# 전천군
전천군(前川郡)은 조선민주주의인민공화국 자강도의 중부에 위치하는 군이다.

## 지리
동쪽으로 룡림군, 북쪽으로 위원군·성간군, 서쪽으로 고풍군, 남쪽으로 송원군·동신군과 접한다.
지형은 높고 험준한 산이 많은 지형이다. 최고봉은 해발 1,984m의 숭적산이다. 적유령산맥이 군의 동부를 통과한다.

## 역사
해방 전에는 평안북도 강계군의 일부였고 1949년 1월에 강계군 성간면, 간북면, 전천면, 립관면, 화경면, 룡림면을 병합해 자강도 전천군이 신설되었다. 1952년 12월의 행정 구역 개편으로 전천면, 화경면과 립관면의 2개리 만을 포함하는 전천군이 재구성되었다(전천읍, 15개리).

## 산업
북조선 최대의 전나무 생산지이고 성냥 공장이 입지한다.

## 행정 구역
1읍 5구 11리로 구성된다.
- 전천읍 (前川邑)
- 학무로동자구 (鶴舞勞動者區)
- 화암로동자구 (花岩勞動者區)
- 신적로동자구 (新積勞動者區)
- 운송로동자구 (雲松勞動者區)
- 고인로동자구 (古仁勞動者區)
- 무평리 (舞坪里)
- 장림리 (長林里)
- 회덕리 (回德里)
- 와운리 (臥雲里)
- 창평리 (倉坪里)
- 리만리 (梨滿里)
- 진평리 (津坪里)
- 운포리 (雲浦里)
- 화룡리 (化龍里)
- 신계리 (新溪里)
- 창덕리 (倉德里)

## 같이 보기
- 조선민주주의인민공화국의 지리
- 조선민주주의인민공화국의 행정 구역